# Îlot de Toul-Bras
Toul-Bras est une petite île française, située sur la commune de Quiberon, dans le département du Morbihan et la région Bretagne.

## Géographie
Toul-Bras  est située en prolongement de la Pointe du Conguel, après l'îlot de Toul-Bihan en direction du Phare de la Teignouse qui marque le  Passage de la Teignouse.

## Histoire

### Préhistoire
Des traces d'un dolmen et une nécropole gauloise, fouillée en 1926 par Zacharie Le Rouzic, ont été trouvés sur l'îlot de Toul Bras.

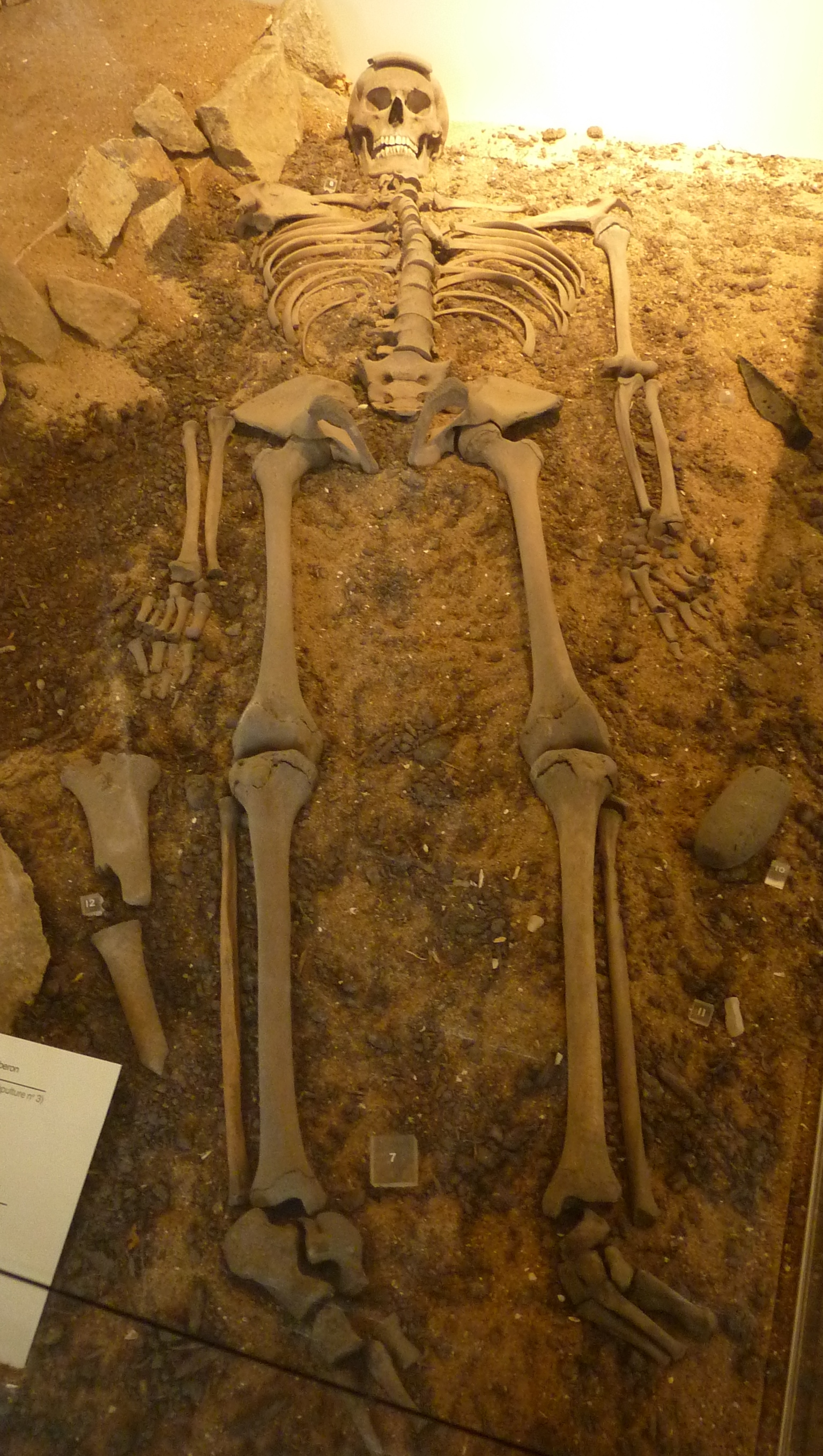
Nécropole gauloise de l'îlot de Toul Bras à Quiberon (fouillée en 1926 par Zacharie Le Rouzic) : sépulture d'un jeune homme (Musée de préhistoire de Carnac)

L’îlot de Toul-Bras fait l’objet d’un classement au titre des monuments historiques depuis le 20 juillet 1927.